# لیسا (ایوانگیتسا)
لیسا (به صربی: Lisa) یک منطقهٔ مسکونی در صربستان است که در ایوانئیتسا واقع شده‌است. لیسا ۳۸٫۱۳ کیلومتر مربع مساحت و ۹۴۳ نفر جمعیت دارد.